# Savoia-Marchetti SM.81
Le Savoia-Marchetti SM.81 Pipistrello (en italien : chauve-souris) était un bombardier et avion de transport italien de la Regia Aeronautica durant la Seconde Guerre mondiale.

## Conception et développement
Le SM.81 était une version militaire d'un précédent avion de transport de passagers, le SM.73, à ailes basses (cantilever), trois moteurs et un train d'atterrissage classique et fixe.
À l'origine de cette version, il y avait la satisfaction de la demande d'Italo Balbo (un brillant élément du régime fasciste, nommé ministre de l'Air en 1928 puis « exilé » en Libye par Mussolini en 1934), qui voulait un avion rapide et efficace capable de desservir les vastes colonies italiennes en Afrique.
Le SM.81 avait des ailes qui étaient, en gros, semblables à celle de l'avion à double fuselage SM.55 et identiques à celles du SM.73, mais avait un fuselage plus simple. Environ six mois après la première apparition du SM.73, le premier prototype (MM.20099)SM.81 vola à Vergiate, près de Varèse, le 8 février 1935, piloté par le pilote d'essai Adriano Bacula. La première série', commandée en 1935, était de 100 avions et fut rapidement mise en production, résultat de la crise internationale et de l'embargo causé par la guerre d'Éthiopie. Le premier exemplaire fut envoyé à l'escadrille 7, à Lonate Pozzolo.
Alors qu'il fut rapidement classé comme bombardier de ligne de front, le SM.81 continua à servir comme avion de transport du fait de son vaste fuselage, qui permettait d'accueillir une large gamme d'armements. À part sa vitesse, il était généralement supérieur au SM.79 Sparviero comme bombardier et avion polyvalent[citation nécessaire].

### Caractéristiques générales
Le SM.81 était un avion robuste, monoplan trimoteur à train fixe et roulette de queue, les roues étant sous de larges capots pour réduire la traînée et un équipage de six hommes. L'avion était de construction mixte : le fuselage avait une structure en tubes d'acier avec une partie avant revêtue de métal, alors que le reste était en bois recouvert de toile. Il avait un fuselage relativement vaste, une caractéristique inutile pour un bombardier, ce qui détermina son avenir comme avion de transport. Même avec des moteurs relativement petits, le fuselage intégrait mal le moteur avant sur le nez. Plusieurs fenêtres étaient présentes pour éclairer l'intérieur du fuselage, donnant l'apparence d'un avion de passagers.
Les ailes en bois avaient trois longerons pour fournir le support nécessaire, tandis que les surfaces semi-elliptiques de la queue étaient métalliques entoilées. Le pilote et le copilote étaient assis côte-à-côte dans un cockpit fermé, avec des cabines séparées pour l'ingénieur de vol et l'opérateur radio/tireur sous le cockpit. La soute à bombes était sous le cockpit, ensemble avec le passage reliant l'avant au milieu du fuselage, où il y avait trois autres positions défensives.

### Armement
Le SM.81 était équipé avec six mitrailleuses fournissant une lourde puissance de feu défensive pour un avion de 1935. Deux tourelles motorisées escamotables, une dorsale (juste derrière les sièges des pilotes) et une ventrale étaient chacune équipées de mitrailleuses Breda-SAFAT 7,7 mm (0.303") jumelées, tandis que des mitrailleuses Lewis simples de 7,7 mm (.303") étaient montées pour tirer par des orifices latéraux. Les tourelles étaient mues par un système hydraulique « Riva-Calzoni » tandis que l'élévation des mitrailleuses était manuelle, un mécanisme manuel de secours était fourni pour le système d'escamotage et de rotation. Une fois escamotées, seule la partie supérieure de la tourelle était visible, avec les canons positionnés verticalement, un derrière l'autre pour réduire la traînée, donnant l'impression que l'avion avait une antenne supplémentaire. Étant donné la vitesse de croisière du SM.81, environ 270 km/h et la présence d'un train fixe massif, le gain aérodynamique était relativement faible.

### Propulsion
Cet avion a subi plusieurs motorisations au cours de l'évolution. Le SM.81 a une configuration de trimoteur, sauf pour le modèle SM1B Sparviero qui est bimoteur. Il a été doté d'une large gamme de moteurs au cours de sa production :
- Alfa Romeo 125 RC.35, 432-507 kW (580-680 ch). version 192[1].
- Gnome-Rhône 14K, 485-746 kW (650-1 000 ch). version 96[1], (moteurs provenant de réquisitions faites en France)
- Piaggio P.X RC.15, 501-522 kW (670-700 ch) - version 48[1].
- Piaggio P.IX RC.40, 507 kW (680 ch) - version 140[1].
- Alfa Romeo 126 RC.34, 582-671 kW (780-900 ch), également adapté aux premières versions du SM.79. version 58[1].

## Histoire opérationnelle
Le SM.81 fut utilisé pour la première fois au combat durant la seconde guerre italo-éthiopienne durant laquelle il prouva sa polyvalence : il fut utilisé comme bombardier, avion de transport et avion de reconnaissance. Des SM.81 furent également parmi les premiers avions à être envoyés par l'Italie fasciste à Franco et ils combattirent durant la guerre d'Espagne avec l’Aviazione Legionaria.
Malgré leur obsolescence en 1940, plus de 100 SM.81 étaient en service dans la Regia Aeronautica lors de l'entrée en guerre de l'Italie. Sa faible vitesse et sa vulnérabilité face aux chasseurs fit qu'il fut utilisé en tant qu'avion de transport le jour. De nuit, ce fut un bombardier important, en particulier sur le théâtre nord-africain.
La plupart des SM.81 avaient été retirés du service au moment de l'armistice avec l'Italie en 1943.
Quelques exemplaires finirent la guerre et servirent dans l’Aeronautica Militare Italiana, mais en 1950, ils avaient tous été retirés du service.

## Variantes
S.M.81B
prototype bimoteur avec nez vitré ; moteur Isotta-Fraschini Asso XI RC de 840 ch chacun.